# Silesia Star
Silesia Star – kompleks biurowy położony przy ulicy Uniwersyteckiej 18/20 w Katowicach, na terenie dzielnicy Śródmieście. 
Składa się on z dwóch połączonych ze sobą pasażem ośmiokondygnacyjnych budynków biurowych. Inwestorem gmachu była wrocławska spółka LC Corp, zaś projekt architektoniczny opracowano w warszawskiej pracowni Kuryłowicz & Associates. Budowa kompleksu trwała dwuetapowo od sierpnia 2013 roku do lipca 2016 roku. Budynek ten obłożono elewacją z jasnych, prefabrykowanych okładzin betonowych, pośród których umieszczono nieregularnie horyzontalnie okna w złotych odcieniach. W gmachu tym swoje biura mają firmy z sektora finansowego, technologicznego i usług.

## Położenie
Kompleks Silesia Star położony jest przy ulicy Uniwersyteckiej 18/20 w Katowicach, w granicach dzielnicy Śródmieście. Znajduje się on w centrum miasta, bezpośrednio w sąsiedztwie Drogowej Trasy Średnicowej (alei W. Roździeńskiego), Uniwersytetu Śląskiego w Katowicach i Muzeum Śląskiego w Katowicach.
Dojazd samochodem z Silesia Star do stacji kolejowej Katowice wynosi około 5 minut, do autostrady A4 około 8 minut, zaś do portu lotniczego Katowice w Pyrzowicach około 40 minut.
Według stanu z października 2022 roku, w pobliżu Silesia Star funkcjonuje przystanek autobusowy ZTM Katowice Strefa Kultury NOSPR.

## Historia

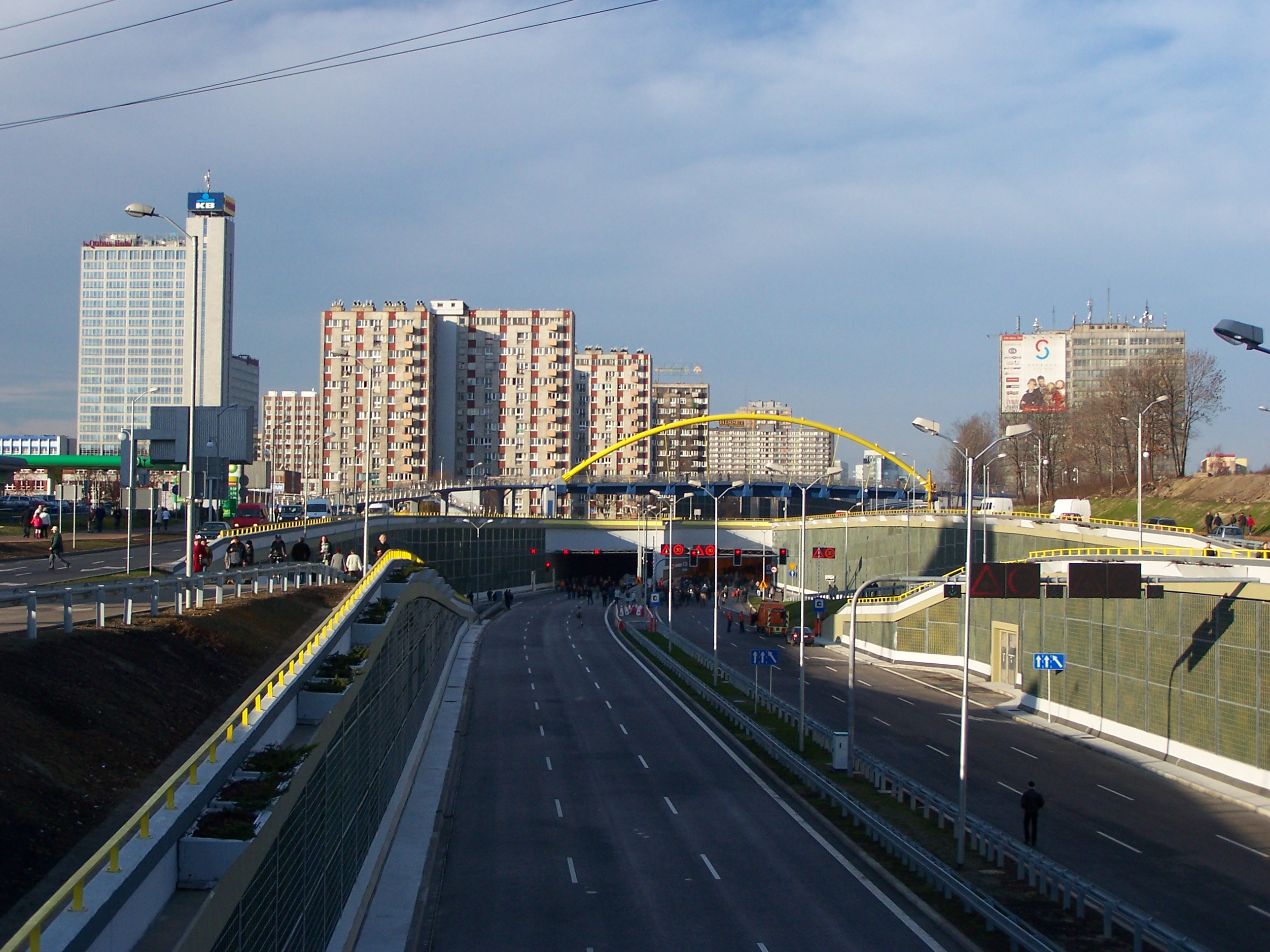
Fragment alei W. Roździeńskiego na wysokości skrzyżowania z ulicą J. Dudy-Gracza w grudniu 2006 roku, przed budową kompleksu Silesia Star (na zdjęciu po lewej; przed Altusem)

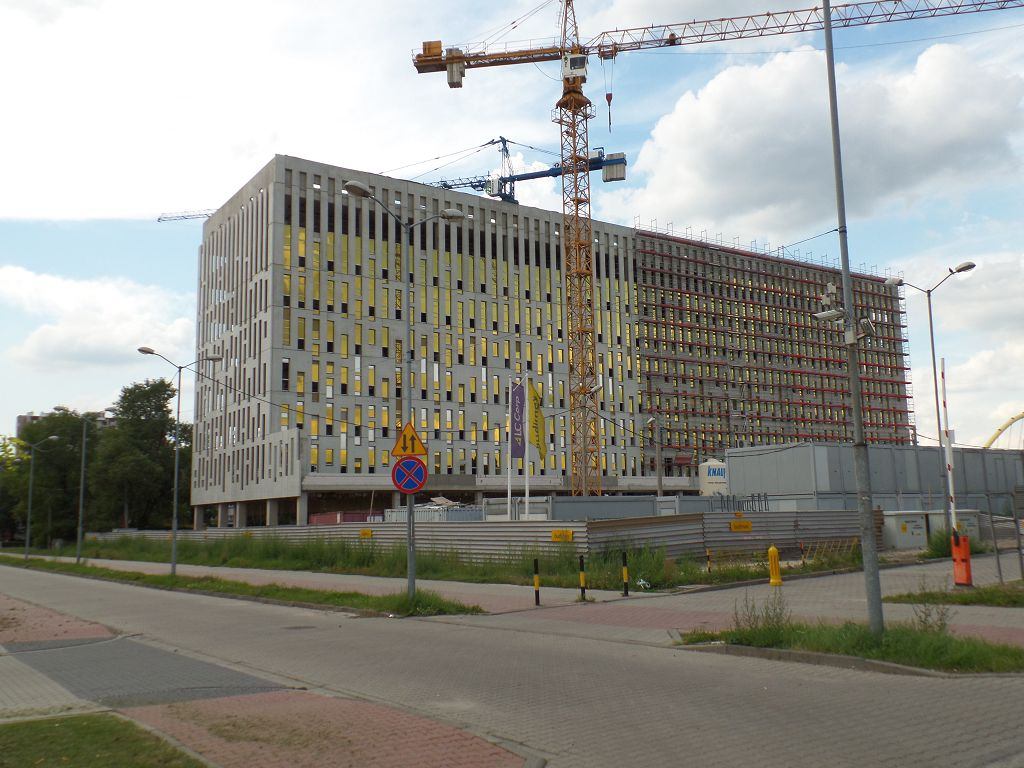
Kompleks Silesia Star w trakcie budowy w sierpniu 2018 roku

Początki budynku Silesia Star sięgają stycznia 2008 roku. Wówczas to wrocławski deweloper LC Corp zakupił działkę przy alei W. Roździeńskiego od firmy Multirondo za cenę około 80 mln złotych. Nowy nabywca planował wówczas postawić na niej ponadstumetrowy wieżowiec. W marcu tego samego roku inwestor miał gotowy wstępny projekt inwestycji budowy wieżowca o wysokości 220 metrów projektu pracowni Kuryłowicz & Associates. W czerwcu 2012 roku LC Corp poinformował o planach postawienia niższego, 106-metrowego wieżowca oraz przylegającego do niego 36-metrowego budynku. Zmiana koncepcji spowodowana była kryzysem gospodarczym, a wniosek o budowę niższej wieży przekazano Wydziałowi Budownictwa Urzędu Miasta Katowice 11 czerwca 2012 roku.  
W kwietniu 2013 roku LC Corp uzyskał pozwolenie na budowę niższego, 34-metrowego budynku, a jego generalnym wykonawcą została warszawska firma Budimex. Umowę na roboty budowlane podpisano 23 lipca 2013 roku, zaś przekazanie placu budowy nastąpiło 1 sierpnia 2013 roku. Przez pierwsze półtora miesiąca z uwagi na liczne instalacje trwały prace nad ich przebudową.
W październiku 2013 roku firma LC Corp ogłosiła konkurs na nową nazwę biurowca. Przy pierwszym etapie inwestor zbierał przesłanie pomysły, a spośród wskazanych przez jurorów nazw przeprowadzono głosowanie internetowe. Ostatecznie to nazwa „Silesia Star” uzyskała największą liczbę głosów internautów – 57%, zaś druga proponowana – „Gemini Center”, miała ich 43%. Nową nazwę ogłoszono na początku listopada 2013 roku. Nazwa ta nawiązuje do położonych w pobliżu bloków osiedla W. Roździeńskiego, zwanych potocznie „Gwiazdami”.
Do połowy grudnia 2013 roku budynek pierwszego etapu Silesia Star (budynek „A”) był wynajęty w 60%. W tym czasie prace budowlane gmachu trwały na poziomie „0”. Do tego czasu wykonano wszelkie roboty ziemnie, a także wylano płytę fundamentową. W maju 2014 roku inwestor gmachu – firma LC Corp, podpisał umowę z PKO BP na udzielenie pożyczki wysokości 62 mln złotych celem sfinansowania budowy biurowca Silesia Star. 
W lipcu 2014 roku na budynku „A” trwał montaż ślusarki aluminiowej izolacji dachu, a wewnątrz zakładano instalacje. Do tego czasu zakończono konstrukcję biurowca oraz wykonano wszystkie przyłącza. Pod koniec października 2014 roku budowa pierwszego z budynków Silesia Star była na ukończeniu. W tym czasie prowadzono ostatnie prace wykończeniowe – układane były podłogi i dzielono otwarte pomieszczenia, a także montowano instalacje. Na ukończeniu wówczas były też prace nad podziemnym parkingiem. W grudniu 2014 roku budowa budynku „A” kompleksu Silesia Star została ukończona, a w styczniu 2015 roku do budynku wprowadzili się pierwsi najemcy.
Do budowy drugiego gmachu Silesia Star (budynek „B”) w kwietniu 2015 roku ponownie wybrano warszawską firmę Budimex jako generalnego wykonawcę. Jego budowę oficjalnie rozpoczęto w maju 2015 roku. W czerwcu 2016 roku ukończono montaż betonowych okładzin biurowca „B”, trwał montaż stolarki okiennej oraz prowadzono prace instalacyjne wewnątrz budynku. Pozwolenie na użytkowanie budynku „B” uzyskano pod koniec lipca 2016 roku. We wrześniu tego samego roku w budynku „B” trwały jeszcze prace aranżacyjne dla najemców na poszczególnych kondygnacjach. W tym czasie najemcami w budynku „A” byli m.in.: Getin Noble Bank, Getin Leasing, HireRight, Deloitte, Kancelaria GFKK, Olimp oraz InMedio, zaś budynek „B” wynajęto już na poziomie ponad 65%, a jednym z najemców miała stać się firma Mentor Graphics. Łączne wynagrodzenie Generalnego wykonawcy dla obydwu etapów inwestycji wyniosło 121,4 mln zł netto.
Na początku sierpnia 2018 roku kompleks Silesia Star był wynajęty w 98%, zaś niecały rok później kompleks Silesia Star został sprzedany wraz z wrocławskim Retro Office House spółce z grupy Globalworth Poland Real Estate. Umowę podpisano 19 lipca 2019 roku na kwotę 113 mln euro, z czego za Silesia Star nowy właściciel zapłacił 54,36 mln euro. W tym czasie gmach był wynajęty w 95%, głównie firmom z sektora finansowego, technologicznego i usług, w tym m.in.: Getin Bank, Mentor Graphics, GFKK i HireRight.

## Architektura

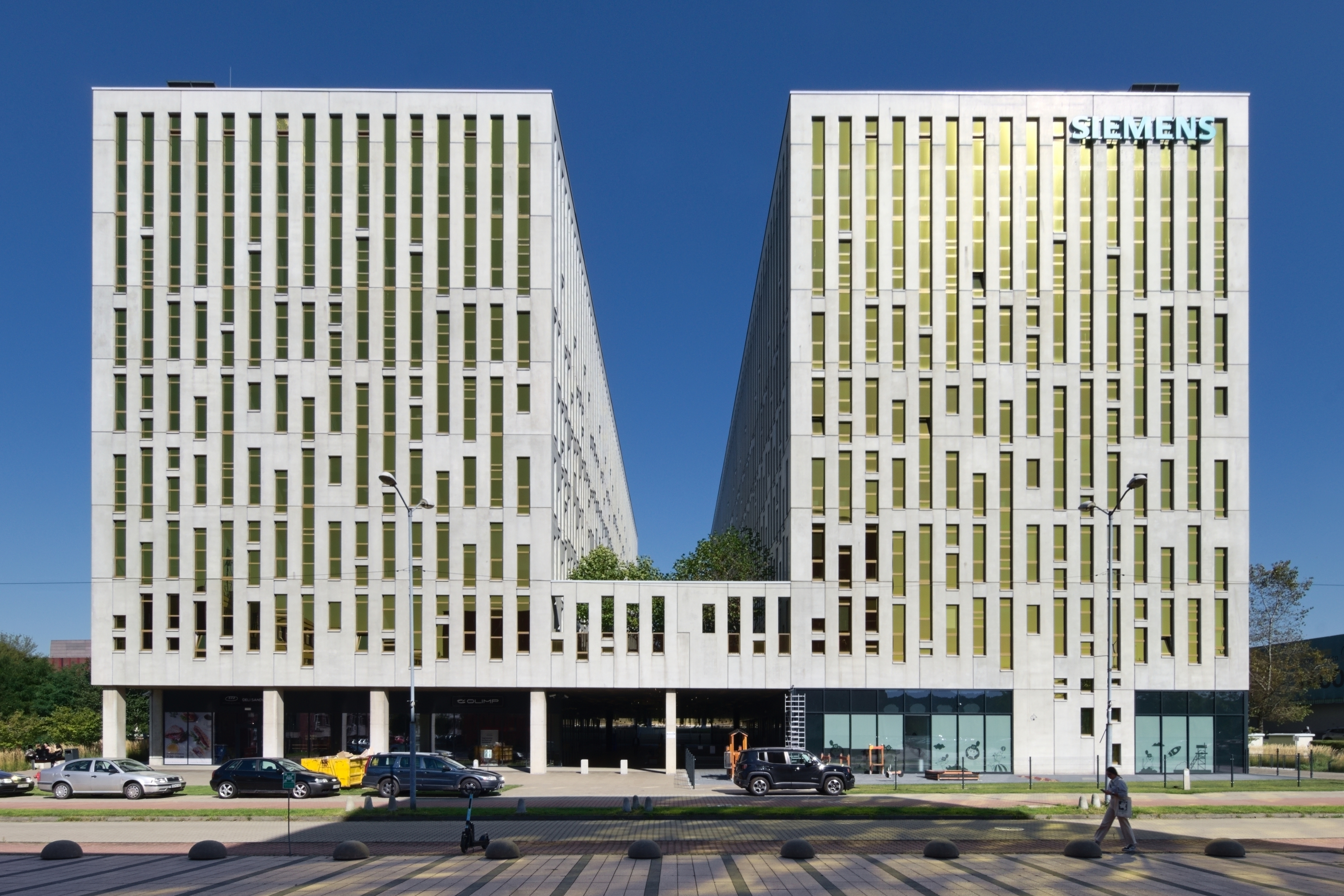
Elewacje południowe (2023)

Kompleks Silesia Star składa się z dwóch ośmiokondygnacyjnych budynków biurowych klasy A połączonych ze sobą pasażem handlowym, nad którym zaprojektowano wspólny ogród. Pod biurowcem znajduje się zaś podziemny parking na 222 samochody.
Powierzchnia zabudowy kompleksu Silesia Star wynosi 5 262,0 m², a kubatura około 180 000 m³. Powierzchnia użytkowa samych budynków biurowych to 14 000 m² dla budynku „A” i 13 500 m² dla budynku „B” – łącznie 27 500 m². Łączna zaś powierzchnia użytkowa całego gmachu wynosi 37 024 m². Wysokość kompleksu do dachu wynosi 34 m.
Projekt kompleksu opracowała warszawska Pracownia Architektury Kuryłowicz & Associates, która pracowała nad projektem budynku w latach 2008–2014. Generalną projektantką była Ewa Kuryłowicz, architektem prowadzącym I etapu był Marcin Goncikowski, zaś II etapu Krzysztof Pydo. Projekt ten powstał we współpracy z Bartoszem Świniarskim, Eweliną Moszczyńską i Krzysztofem Popielem.

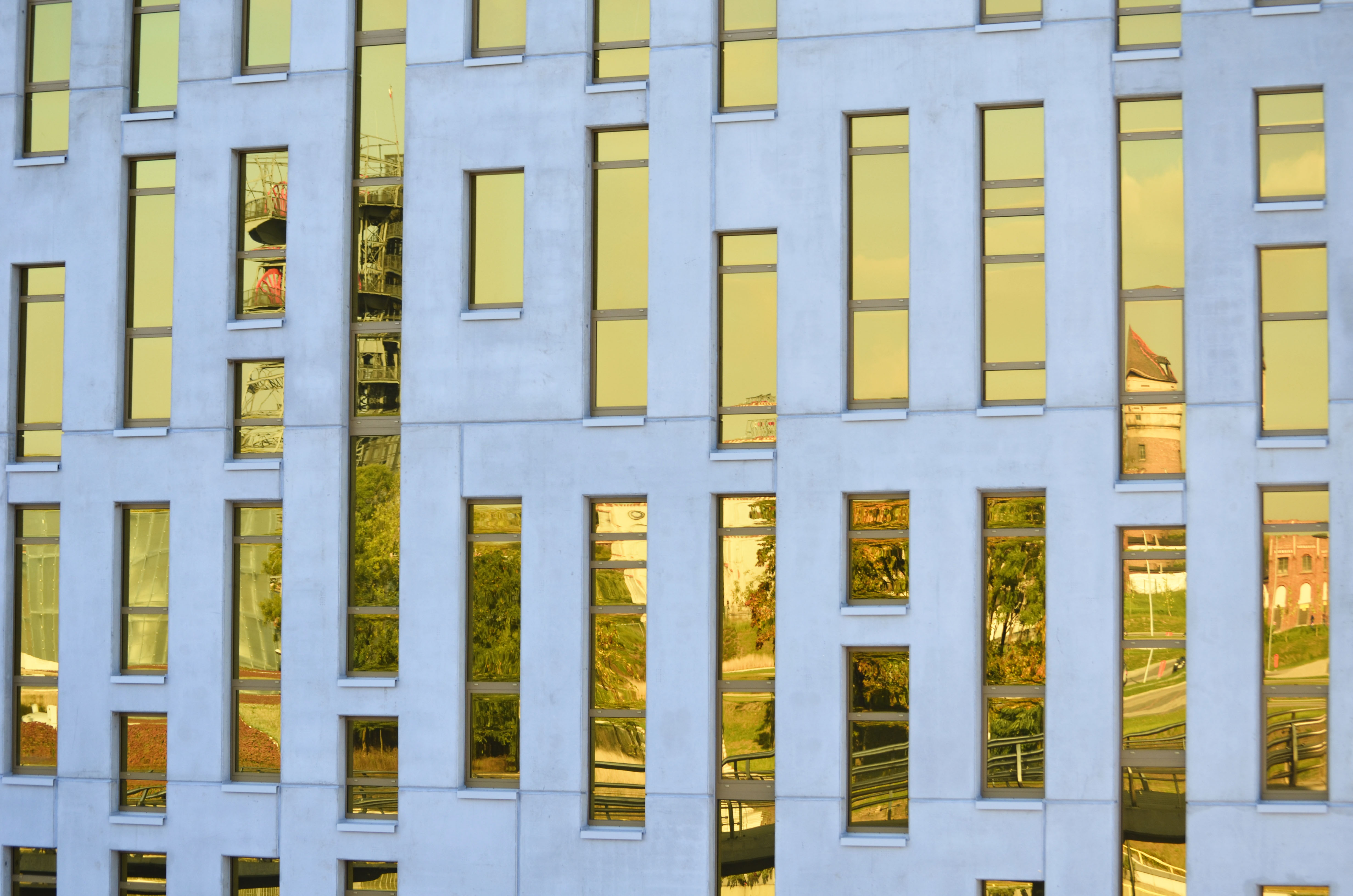
Fragment elewacji kompleksu biurowego Silesia Star (2014)

Budynek ten ma jasną elewację z betonu perforowanego, która kontrastuje z refleksyjnymi złocistymi szybami okien. Elewacja ta składa się z setek prefabrykowanych okładzin betonowych, które były przywożone na plac budowy w częściach i montowane w całość bezpośrednio na budynku, a dzięki ociepleniu ścian od wewnątrz warstwa konstrukcyjna gmachu stała się jej elewacją, dzięki czemu uniknięto zastosowania tynku bądź innych okładzin. Elewacja ta przy zachowaniu pionowych podziałów lizen okiennych jest horyzontalnie nieregularna Łącznie w budynku zamontowano 6 796 okien, z czego 3 245 z nich to okna przezierne.
Materiały elewacyjne gmachu zostały podporządkowane prostocie oraz charakterowi lokalizacji i nawiązują one do surowości budynków przemysłowych oraz katowickiego modernizmu. Architektura ta współgra także z położonym obok budynkiem CINiBA Przy projektowaniu wzięto również pod uwagę kontekst urbanistyczny, projektując pasaż publiczny na osi CINiBA – Silesia Star – kładka nad aleją W. Roździeńskiego – Strefa Kultury.
We wnętrzu biurowców głównym materiałem są czarne, matowe płytki klinkierowe o wymiarach cegły oraz płytki glazurowane. Biurowce wyposażono m.in. w systemy BMS, czujniki dymu, instalacje elektryczną i telekomunikacyjną, łącza światłowodowe oraz klimatyzację.
W biurowcach tych prócz powierzchni biurowych znajdują się także punkty usługowe, klub fitness, strefa restauracyjna, kawiarnie oraz biura serwisowe.

## Galeria

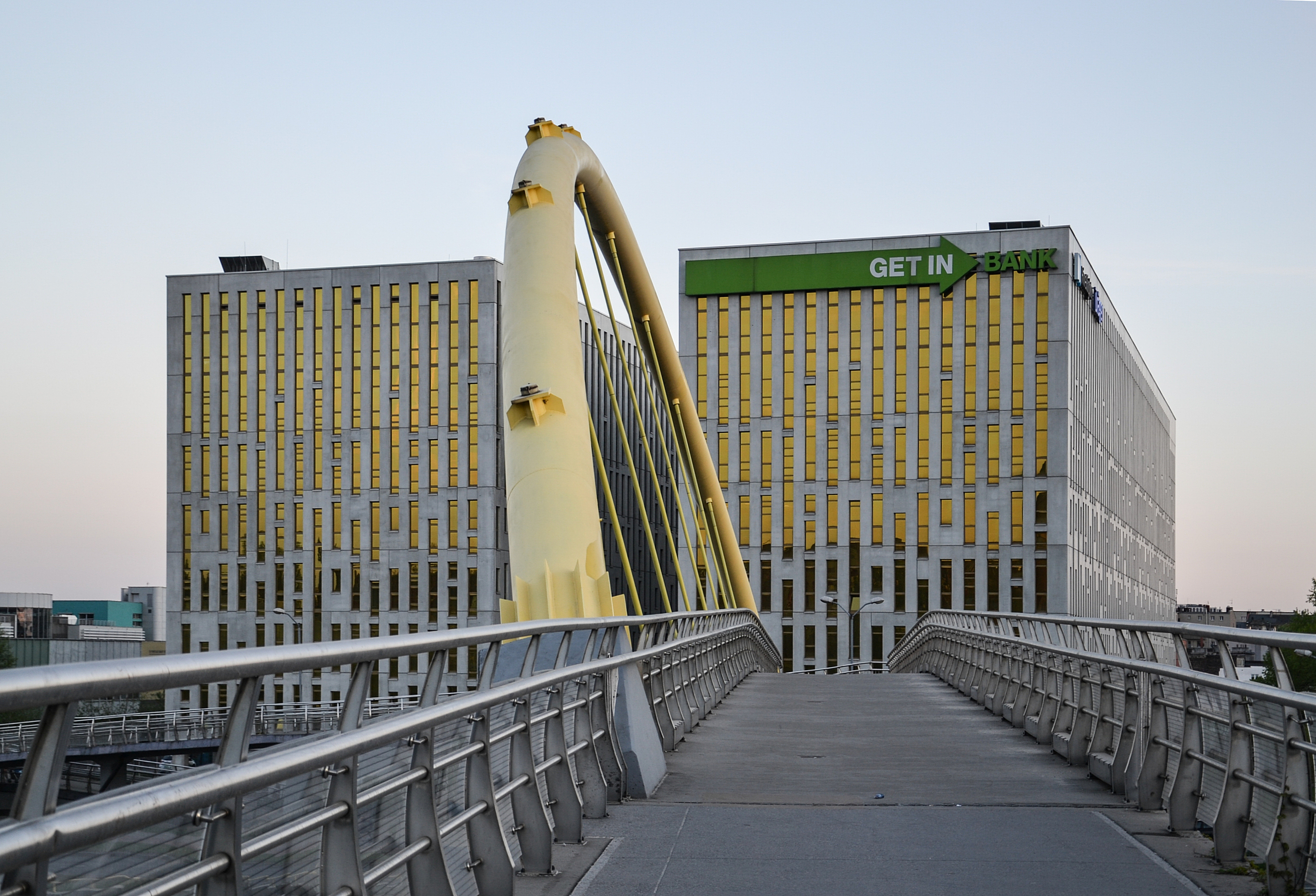
Kompleks Silesia Star widziany z kładki nad aleją W. Roździeńskiego (2018)
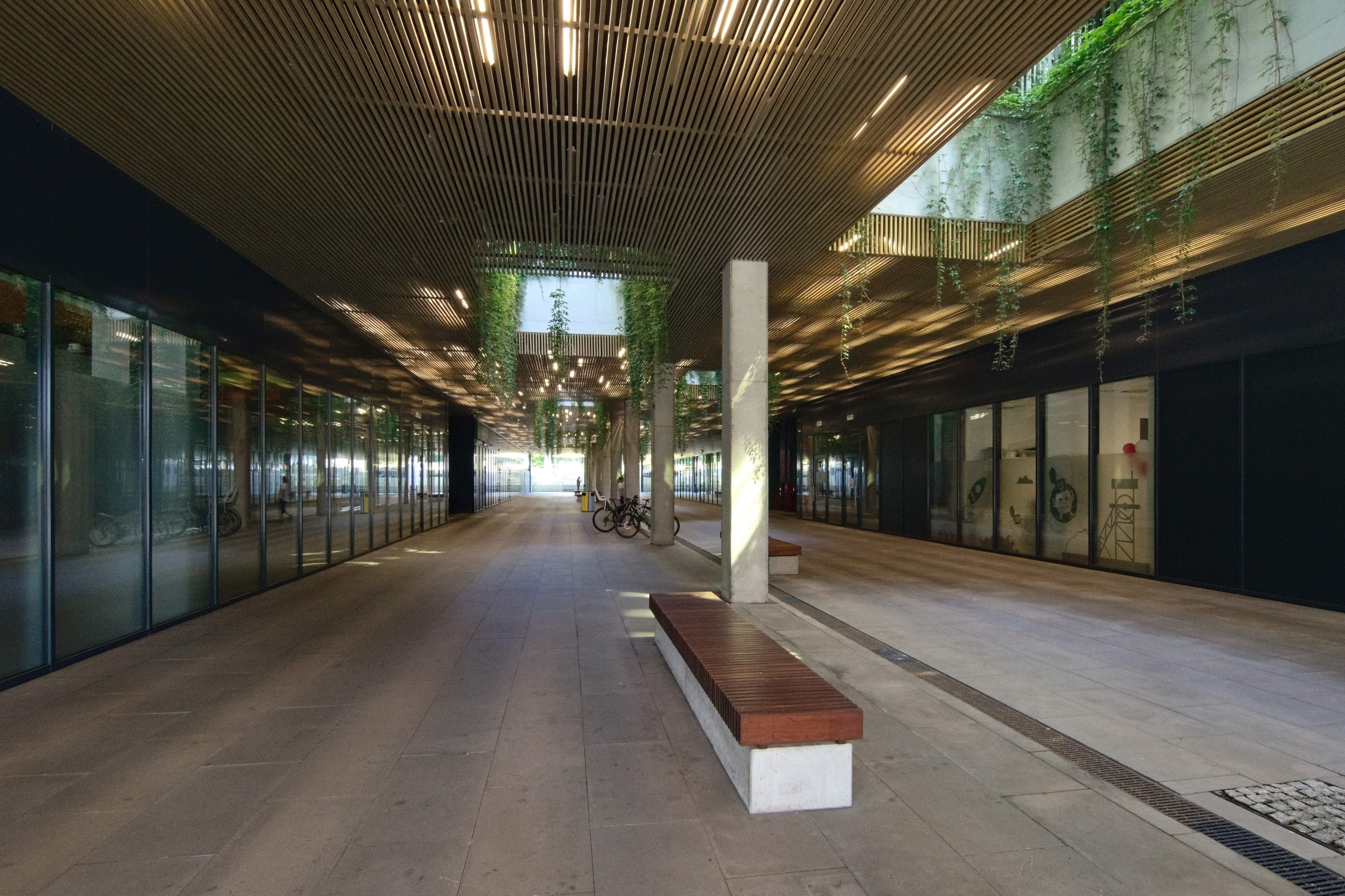
Pasaż pomiędzy budynkami (2024)
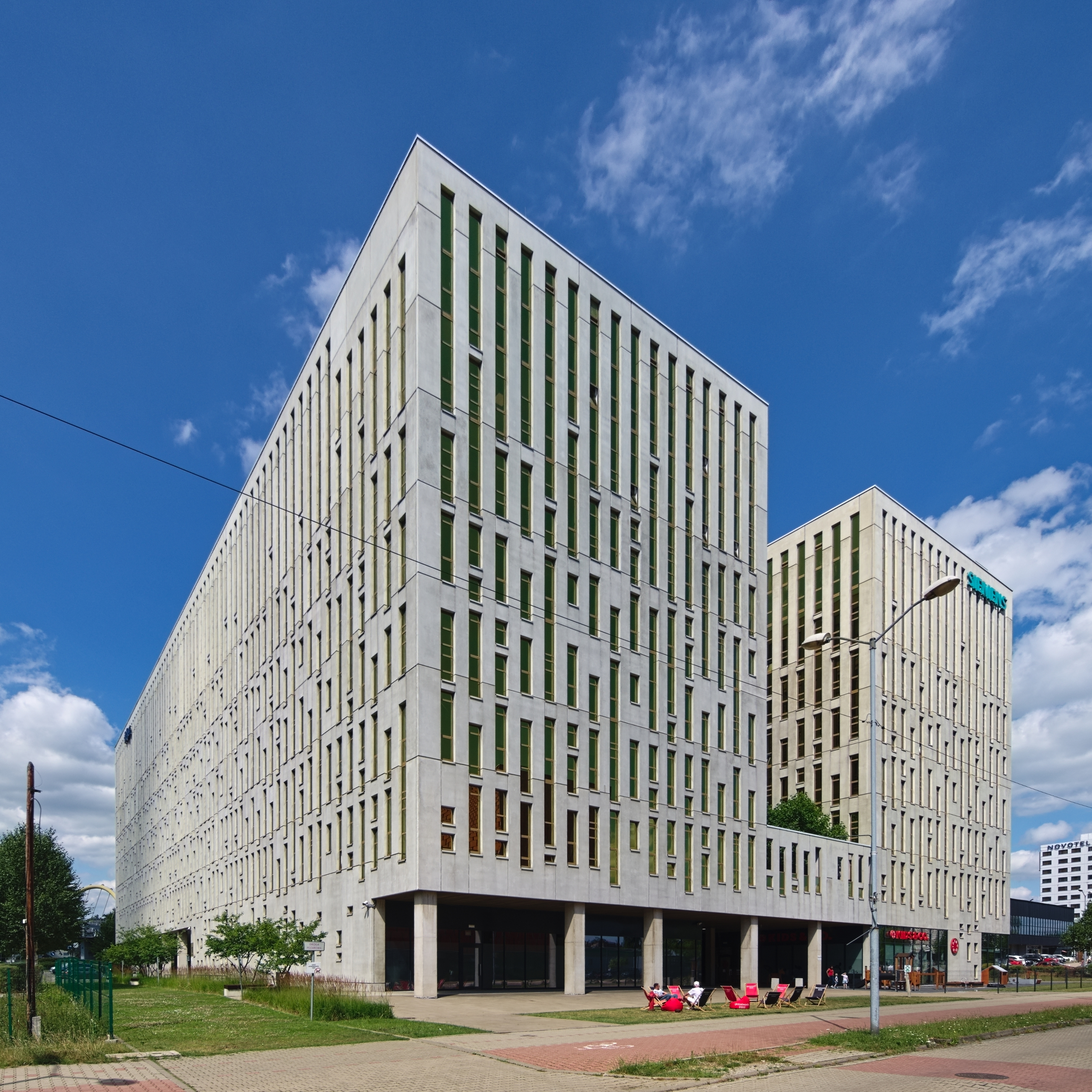
Widok z ulicy Bankowej (2024)